# 大崎知仁
大崎知仁（日语：おおさき ともひと，1976年—）為日本的小說家、劇作家，出生於廣島縣，畢業於同志社大學文學系。1999年以筆名大木智洋創作獲得JUMP小說大獎的入選，目前以創作多部知名漫畫的輕小說為主，代表作為《3年Z班銀八老師》。

## 主要作品

### BLACK CAT 黑貓系列
原作：矢吹健太朗
- BLACK CAT 黑貓Ⅰ （2003年3月出版、ISBN 4087031268(日) / 2008年12月18日出版、ISBN 9789861028224(臺)）
- BLACK CAT 黑貓Ⅱ （2003年8月出版、ISBN 4087031306(日) /2009年2月19日出版、ISBN 9789861030463(臺)）
- BLACK CAT 黑貓Ⅲ （2005年10月出版、ISBN 4087031608(日) /2009年4月2日出版、ISBN 9789861034355(臺)）

### 銀魂3年Z班銀八老師系列
原作：空知英秋
- 3年Z班銀八老師（2006年2月出版、ISBN 9784087031640(日) / 2008年8月出版、ISBN 9789861021867(台)）
- 3年Z班銀八老師2 去校外教學囉！大家集合！！（2007年7月出版、ISBN 9784087031812(日) / 2008年10月出版、ISBN 9789861021874(臺)）
- 3年Z班銀八老師3 來去學生輔導室！（2008年7月出版、ISBN 9784087031935(日) /2009年1月出版、ISBN 9789861030333(臺)）
- 3年Z班銀八老師4 明明就發生過這種事和那種事吧啊啊！！（2009年4月出版、ISBN 9784087032017(日) / 2009年7月出版、ISBN 9789861039190(臺)）
- 回來了的3年Z班銀八老師 RETURNS 冷血硬派高杉 （2011年4月出版、ISBN 9784087032437(日) /2011年8月出版、ISBN 9789861083070(臺)）
- 回來了的3年Z班銀八老師 PHOENIX Funky Monkey Teachers（2012年10月出版、ISBN 9784087032772(日) / 2013年6月出版、ISBN 9789863327677(臺)）
- 回來了的3年Z班銀八老師 FOREVER 再會、我心愛的3Z學生們（2013年9月出版、ISBN 9784087032994(日) / 2014年4月出版、ISBN 9789863487357(臺)）
- 銀魂完結篇 永遠的萬事屋（小說版）（2013年7月出版、ISBN 9784087032949(日)）

## 漫畫
- 手與口～江戶便利屋事件帖～（全5冊、漫畫：河下水希、JUMP SQ，2013年6月號 - 2015年1月號）